# 知的財産専門職大学院
知的財産専門職大学院（ちてきざいさんせんもんしょくだいがくいん）は、特許権、実用新案権、意匠権、商標権、著作権といった知的財産権（産業財産権）についての教育、研究を行う専門職大学院である。

## 概要
専門職大学院設置基準に基づき、大学院に知的財産に関する専門職学位課程を置くことで設けられる。この課程を修了すると、専門職学位である知的財産修士が授与される。2025年6月現在、1校の大学院に設置されている。
- 大阪工業大学専門職大学院 知的財産研究科
- 旧東京理科大学専門職大学院イノベーション研究科 知的財産戦略専攻（2018年度に募集停止：東京理科大学大学院経営学研究科技術経営MOT専攻に移管）
- 旧日本大学大学院知的財産研究科（2017年度に募集停止：日本大学大学院法学研究科私法学専攻知的財産コースに移管）

なお、知的財産を専攻できるその他の大学院は、
- 一橋大学大学院法学研究科 ビジネスロー専攻 知財戦略講座プログラム
- 早稲田大学大学院 法学研究科 先端法学専攻 知的財産法LL.M.
- 横浜国立大学大学院 国際社会科学府国際経済法学専攻知的財産法講座
- 中央大学大学院 法学研究科国際企業関係法知的財産法講座
- 明治大学大学院 法学研究科民事法学専攻知的財産法研究講座
- 東京工業大学大学院 社会理工学研究科 経営工学専攻 エンジニアリング知的財産講座
- 京都大学大学院 法学研究科 知的財産法講座
- 大阪大学大学院 法学研究科 知的財産法プログラム
- 山口大学大学院 技術経営研究科 知財MOT専攻
- 金沢大学大学院 法学研究科 法学・政治学専攻 知的財産・リスク管理プログラム
- 金沢工業大学大学院 イノベーションマネジメント研究科 テクノロジー知的財産コース　ブランド・デザイン＆コンテンツコース　グローバル知的財産コース
- 国士舘大学大学院 総合知的財産法学研究科 総合知的財産法学専攻
- 白鴎大学大学院法学研究科　知的財産法特修コース
- 吉備国際大学大学院 知的財産学研究科 知的財産学専攻（通信制）（2020年度学生募集停止）

などが上げられる。これらは学校教育法第99条第1項に基づき設置された大学院である（上記の吉備国際大学大学院は、同法第101条に基づく）。学位は、学校教育法（昭和22年法律第26号）の第104条第1項に基づく「修士の学位」が授与され、専門職学位とは区別される。
他方、学校教育法第99条第2項に基づき設置されたのが専門職大学院である。また、設置認可から5年以内ごとに認証評価機関によって認証評価を得なければならない（学校教育法第109条第3項、学校教育法施行令第40条）。ただし、知的財産専門職大学院については認証評価機関が整備されていないため、現状では認証評価を免除されている。

### 弁理士試験免除規定
弁理士法の改正により、2009年（平成21年）1月1日以降、専門職大学院が修了要件として定める一定の単位を修得し、かつ、修了要件として定める論文の審査に合格した者は、修士・博士の取得者と同様に、事前審査で認定を受けることにより、弁理士試験の論文式筆記試験選択科目が免除される（弁理士法施行規則第6条）。

## 知的財産専門職大学院一覧
- 大阪工業大学専門職大学院　知的財産研究科　知的財産専攻
大阪工業大学大学院に設置されている知的財産専門職学位課程。専門職学位課程のため、修士論文は課されないとされているが、判例研究又は事例研究として、実質同様のものを作成する。標準修業年限は2年である。2005年（平成17年）4月開設。入学定員は30人。なお、大阪工業大学には日本で唯一の知的財産学部も設置されている。
社会人も無理なく学べるように平日を昼夜開講とし、1年次のみ土曜日を「コア・デイ」として昼間に講義を開講しており、社会人であっても平日夜と土曜日の講義を履修すれば修了が可能なようにカリキュラムが組まれている。土曜日には弁理士受験対策講座を開講している。
昼夜開講型であることから、学生にも弁護士・公認会計士・弁理士・行政書士等の専門家、企業の知的財産部門の担当者などがいる一方、学部から飛び級で入学した学生も在籍しているなど、幅広い層の学生が在籍。
厚生労働省の教育訓練給付金制度の講座に指定されている。
所在地：梅田キャンパス（大阪市北区茶屋町）
- 東京理科大学専門職大学院　イノベーション研究科　知的財産戦略専攻
東京理科大学大学院に設置されている知的財産専門職学位課程。修業年限は2年。専門職学位課程のため修士論文は課されないが、2年次においてMIPレポートと称し、より高度な研究をする。2005年（平成17年）4月開設し、2018年（平成30年）4月に募集停止。入学定員は60人。
学部より進学する者や昼間会社において働く社会人、弁理士など様々なバックグラウンドを持つ者が昼夜開講型カリキュラムにおいて学ぶ。土曜日においては終日にわたり講義が行われていた。教員の大半が実務家であり、法律研究よりもより実践的な知が得られるカリキュラム編成となっている。また東京という地理的利点も作用し、毎週のように各分野において活躍する外部講師による授業が展開されていた。
所在地：神楽坂キャンパス（東京都新宿区） JR飯田橋駅隣接のセントラルプラザ2階
- 日本大学専門職大学院　知的財産研究科
日本大学大学院に設置されている知的財産専門職学位課程。標準修業年限は2年である。2010年（平成22年）4月開設し、2017年度（平成29年）をもって学生募集停止。入学定員は30人。
交通の便のいい都市型大学院であり、平日を昼夜開講とし、土曜は昼間に開講している。授業科目は、知財制度の法律基礎知識が学べる基礎系科目から知財活用に係わる実務知識とスキルが学べる実践系科目まで置かれているので、社会人や理系出身者も個々のレベルやニーズに応じて選択受講できた。教員組織は、知財管理や知財経営、知財法務など実務経験のある教員を中心に構成されていた。知的財産法の科目は弁理士試験科目一部免除も考慮。社会人は面接試験重視であり、筆記試験は一般教養を備えているかの判断程度であり、また、所定の推薦があれば筆記試験が免除されていた。
所在地：三崎町キャンパス（東京都千代田区）JR水道橋駅徒歩3分
また、2018年(平成30年度)については、募集を打ち切られているが、同大学院 法学研究科博士前期課程私法学専攻に「知的財産コース」を新設。

## 知的財産について専攻できるその他の大学院
- 国士舘大学大学院 総合知的財産法学研究科 総合知的財産法学専攻
国士舘大学大学院 に設置されている総合知的財産法学位課程。修業年数は年数は2年以上である。2006年（平成18年）4月開設。入学定員は20人。
平日及び土曜 に昼夜開講開講している。
授業科目は、同大学院で単位互換制度を導入しており、経営学研究科の講義科目について単位認定制度がある。54単位取得する必要がある。
社会人は面接試験重視であり、筆記試験の場合は一般教養(過去1年間に発生した知的財産に関する内容) について論述する試験。
所在地：世田谷キャンパス（東京都世田谷区）小田急小田原線・梅が丘駅 徒歩9分、東急世田谷線・松陰神社前駅 徒歩6分